# Romeo Mörth
Romeo Mörth (* 2. März 2007) ist ein österreichischer Fußballspieler.

## Karriere

### Verein
Mörth begann seine Karriere beim Floridsdorfer AC. Im März 2020 wechselte er in die Jugend des FK Austria Wien, bei dem er ab der Saison 2021/22 auch sämtliche Altersstufen in der Akademie durchlief. Im März 2024 debütierte er für die Amateure der Austria in der Regionalliga. In seiner ersten Saison kam er zu elf Einsätzen in der Ostliga, in denen er dreimal traf. In der Saison 2024/25 absolvierte er alle 30 Partien, mit den Young Violets stieg er in die 2. Liga auf.
Sein Debüt in der 2. Liga gab Mörth im August 2025, als er am ersten Spieltag der Saison 2025/26 gegen den SKN St. Pölten in der Startelf stand.

### Nationalmannschaft
Mörth spielte im November 2021 erstmals für eine österreichische Jugendnationalauswahl.